# Pittosporum koghiense
Pittosporum koghiense är en tvåhjärtbladig växtart som beskrevs av André Guillaumin. Pittosporum koghiense ingår i släktet Pittosporum och familjen Pittosporaceae. Inga underarter finns listade.